# Игра Джералда
«Игра Джералда» (англ. Gerald's Game) — роман американского писателя Стивена Кинга в жанре ужасов и психологической драмы. Был опубликован в 1992 году. Вошёл в список бестселлеров по версии «Publishers Weekly» за 1992 год.
Как и «Долорес Клейборн» и «Роза Марена», роман поднимает одну из важных для творчества Кинга тем — уважение к женщине и её положение в современном мире. Эпиграфом к роману является цитата из «Дождя» Сомерсета Моэма:
Сэйди взяла себя в руки. Никто не взялся бы описать всё негодование и презрительную ненависть, которые она вложила в свои слова:

— Мужчины, вы мерзкие грязные свиньи! Вы все одинаковы, все! Мерзкие грязные свиньи!

## Сюжет
Семейная пара Джералд и Джесси Берлингеймы приезжают из Портленда в свой летний домик на берегу озера Кашвакамак, чтобы провести время вместе. В разгар заранее оговорённых сексуальных игр, во время которых Джералд приковывает свою жену Джесси к кровати стальными наручниками, последняя чувствует себя не готовой и просит мужа остановиться, но Джералд игнорирует все её просьбы. Опасаясь быть изнасилованной собственным мужем, Джесси сопротивляется и бьёт его ногами в живот и по гениталиям (у героини скованы только руки), из-за чего у Джералда случается сердечный приступ, он падает с кровати на пол и умирает.
Джесси остаётся одна, скованная наручниками и без всякой возможности позвать на помощь — в это время года на берегу озера никого нет, кроме голодной бродячей собаки, которая вскоре заявляется в дом и постепенно начинает поедать мёртвого Джералда. Уснув от перенапряжения, Джесси просыпается от кошмара и видит в тёмном углу комнаты фигуру высокого и непропорционального мужчины. Подсознание Джесси разделяется на несколько субличностей под определёнными именами, голоса которых она слышит в своей голове. Джесси снова не выдерживает напряжения и отключается.
Во сне Джесси видит своего отца, которого всегда любила, и одновременно вспоминает эпизод растления, произошедший в её детстве во время солнечного затмения по вине отца. Очнувшись, Джесси находит в себе силы освободиться от наручников и сбежать от «Лунного человека», посетившего её дом, после чего заводит машину и приезжает в город Касл-Рок, где её ждёт помощь; вскоре (находясь в полицейском участке) она узнаёт, что в её доме, кроме разложившегося тела Джералда, никого не обнаружили, а бродячая собака (поедавшая тело) была застрелена полицейскими.
Спустя время Джесси отходит от произошедших с ней событий, но никак не может разобраться с «Лунным человеком», которого она видела в доме. Вскоре она узнаёт, что «Лунный человек» — не галлюцинация, а серийный убийца-некрофил, которого она узнаёт в суде, где последнего судят и куда она попадает благодаря помощи своего адвоката (друга и коллеги покойного мужа).

## Персонажи
- Джесси Берлингейм (в девичестве Махо) — главная героиня. Женщина в многолетнем браке за преуспевающим адвокатом, которого не любит, бросившая (по его настоянию) работу и из-за психологических проблем уверенная, что лучшей участи она не заслуживает. Может быть сильной, упорной и изобретательной, каковые качества и проявляет в стрессовой ситуации.
- Джералд Берлингейм — муж Джесси, успешный адвокат. Умирает в самом начале романа, после фигурирует в её воспоминаниях. Тривиальный человек с глубоко угнездившимися комплексами и желанием доминировать.
- Голоса в голове Джесси — части её личности, которые из-за стресса обрели самостоятельность:
  - Примерная жёнушка Берлингейм — один из голосов в голове Джесси. Мыслит как «типичная домохозяйка». Вроде бы строго логична, но не способна к трезвому реализму, находится в плену стереотипов и склонна к самообвинению (склонна обвинять во всём саму Джесси).
  - Рут Ниери — голос бывшей лучшей подруги Джесси. Склонна к эпатажу, резкости и грубости, но при этом её смелые рассуждения очень помогают Джесси. Настоящая Рут Ниери в романе не появляется, фигурирует только в воспоминаниях Джесси.
  - Малыш (Тыковка) — «внутренний ребёнок» Джесси. Та девочка, которой была Джесси. Её главное желание — освободиться от старой постыдной истории, что произошла с ней и её отцом, и от «колодок» (наручников).
  - НЛО-голоса — совокупность голосов, возникающие время от времени в результате страхов.
- «Принц» — бродячая собака, помесь лабрадора и колли. Изначально была домашним питомцем (её хозяйкой была 8-летняя Кэтрин Сатлин), но вскоре была брошена своим хозяином (отцом Кэтрин) на шоссе около озера Кашвакамак. К началу романа сильно изголодала, в поисках еды добралась до летнего домика Берлингеймов и использовала тело Джералда в качестве корма.
- «Лунный человек» — высокая тёмная фигура, которая пугает Джесси. Оказывается умственно неполноценным убийцей-некрофилом Рэймондом Жобером.

## Отсылки к другим произведениям Кинга
- Роман «Игра Джералда» пересекается с романом «Долорес Клейборн». В обоих произведениях поднята тема инцеста, положения женщины в обществе и насилия в семье. В полуобморочных видениях Джесси Берлингейм несколько раз видит Долорес Клейборн (некоторые события этих двух романов происходят одновременно).
- В романе упоминается Алан Пэнгборн, один из главных героев романов «Тёмная половина» и «Нужные вещи». Также в романе упоминается Норрис Риджвик, который занял место Пэнгборна и стал новым шерифом города Касл-Рок.

## Экранизация
29 сентября 2017 года вышел одноимённый фильм.